# Wilkershof
Wilkershof ist Ortsteil des Marktes Floß im Bezirk Oberpfalz im Landkreis Neustadt an der Waldnaab.

## Geographische Lage
Die Einöde Wilkershof liegt ungefähr vier Kilometer südwestlich von Floß auf dem Südufer der Girnitz am Nordhang des 530 Meter hohen Weberbühls.

## Geschichte

### 15. und 16. Jahrhundert
Wilkershof (auch: Wickershoff, Wilckershoff, Wilkerßhoff) wurde im Salbuch von 1416/1440 aufgeführt.
Es wurden hier die beiden Bauernfamilien Michel und Ludersackh genannt. Beide Bauern mussten Nachzill zur Verfügung stellen.
Als Scharwerkdienste musste Michel ackern, holzrücken und düngen, wenn darum gebeten wurde.
Die Abgaben für die beiden Bauernhöfe zusammen betrugen im Jahr: 3 Achtl Korn, 2 Achtl Hafer, 2 Käse, 20 Eier, 2 Hühner. Zu Walburgi und zu Michelstag musste von den beiden Bauern zusammen 5 Schilling und 6 Pfennig gezahlt werden.
Dieses Salbuch, mit Informationen über die zu Floß gehörenden Ortschaften stammt aus der Zeit 1416 bis 1440.
In ihm erschienen folgende zu Floß gehörende Ortschaften:
Bergnetsreuth, Boxdorf, Diepoltsreuth, Ellenbach, Fehrsdorf, Gailertsreuth, Gösen, Grafenreuth, Hardt, Haupertsreuth, Konradsreuth, Meierhof, Niedernfloß, Oberndorf, Pauschendorf, Ritzlersreuth, Schönberg, Welsenhof, Wilkershof, Würnreuth, Würzelbrunn.
Es fehlten in diesem Saalbuch die bereits in zwei früheren Salbüchern genannten Ortschaften Kalmreuth, Plankenhammer, Schlattein, Weikersmühle.
In einem Verzeichnis der Mannschaften um das Jahr 1559 wurden die folgenden zu Floß gehörigen Ortschaften aufgeführt:
Bergnetsreuth, Boxdorf, Diebersreuth, Diepoltsreuth, Ellenbach, Fehrsdorf, Gailertsreuth, Gösen, Grafenreuth, Hardt, Haupertsreuth, Höfen, Konradsreuth, Meierhof, Niedernfloß, Oberndorf, Pauschendorf, Plankenhammer, Ritzlersreuth, Schnepfenhof, Schönberg, Steinfrankenreuth, Weikersmühle, Welsenhof, Wilkershof, Würnreuth, Würzelbrunn.
Für Wilkershof wurde eine Mannschaft verzeichnet: Störch.

### 17. Jahrhundert
Während des Dreißigjährigen Krieges zogen in den Jahren 1620 und 1621 die Mansfeldischen Soldaten durch Wilkershof.
Dabei raubten sie den Bauern 16 Hühner, geräucherten Speck und Fleisch, 5 Maaß Schmalz, 1 Hose, 1 Wams, 1 Kittel, Garn, Salz, 2 Fenster wurden eingeschlagen.
Eine Schadensaufstellung für Wilkershof aus dem Jahr 1621 ergab einen Schaden von insgesamt 10 Gulden und 5 Kreuzer.
Im Hof der Friedrichsburg in Vohenstrauß fand 1650 die Erbhuldigung gegenüber Pfalzgraf von Pfalz-Sulzbach Christian August statt.
Wilkershof erscheint auf der Huldigungsliste mit einem Hofbesitzer: Hannß Filchner.
Im Jahr 1652 wird Wilkershof beschrieben mit einem Hof.
Seine Einwohner zu dieser Zeit waren 1 Ehepaar mit 2 Kindern.
Das Vieh bestand aus 3 Ochsen, 2 Kühen, 1 Schwein.

### 18. Jahrhundert bis Gegenwart
Eine Beschreibung des Fürstlichen Pflegamtes Floßerbürg aus dem Jahr 1704 verzeichnete für
Wilkershof 1 Mannschaft, 1 Hof.
In einer historisch-statistischen Beschreibung des Pflegamtes Floß von 1794 wurden aufgeführt für
Wilkershof 1 Bauer, 1 Tagelöhner, insgesamt 11 Einwohner.
Um 1800 hatte Wilkershof 1 Haus und 5 Einwohner.
Wilkershof gehörte zum Steuerdistrikt und zur Ruralgemeinde Bergnetsreuth, die Anfang des 19. Jahrhunderts gebildet worden war.
Zum Steuerdistrikt Bergnetsreuth gehörten außer Bergnetsreuth mit seiner Mühle noch die Weiler Fehrsdorf, Pauschendorf, und Welsenhof und die Einöde Wilkershof.
Der Steuerdistrikt Bergnetsreuth hatte insgesamt 190 Einwohner und 19 Wohngebäude.
Die Ortschaft Wilkershof hatte 1817 8 Einwohner und 1 Wohngebäude, 1861 6 Einwohner und 1961 6 Einwohner und 1 Wohngebäude.
Am 1. Januar 1972 wurde die Gemeinde Bergnetsreuth und damit auch Wilkershof in den Markt Floß eingegliedert.

## Hausnamen in Wilkershof
- Stacherbauer (Storchenbauer): Wilkershof 1, wahrscheinlich gab es ein früher ein Storchennest auf dem Anwesen.[17]